# Holland, 1945
«Holland, 1945» — песня американской инди-рок-группы Neutral Milk Hotel. Единственный сингл со второго и последнего студийного альбома коллектива In the Aeroplane Over the Sea. «Holland, 1945» — одна из самых громких и оптимистичных песен пластинки. Её отличительной чертой является звук гитары с эффектами дисторшна и овердрайва, а также фуззовый звук всех инструментах, добавленный продюсером Робертом Шнайдером.
«Holland, 1945» была одна из последних песен, которую Джефф Мэнгам написал для In the Airplane Over the Sea. Долгое время у композиции не было названия, пока арт-директор Крис Билхеймер не спросил Мэнгама, как подписать песню в примечаниях к пластинке; музыкант сказал ему использовать либо «Holland», либо «1945», тогда Билхеймер предложил объединить оба варианта.

## Выпуск
Сингловая версия «Holland, 1945» была выпущена в октябре 1998 года. Это был второй сингл группы и последний официальный релиз коллектива перед десятилетним перерывом и их последующим воссоединением в 2011 году. Представители Orange Twin Records выпустили несколько непронумерованных версий через свой веб-сайт. 19 октября 1998 года состоялся релиз промо-диска, в настоящее время он считается коллекционной редкостью.
Сингл содержит живую версию песни «Engine» в качестве би-сайда, которая была записана на станции метро Piccadilly Circus.
В 2011 году сингл был переиздан в виде 7-дюймового иллюстрированного винила с дополнительным постером и другой версией «Engine».

## Интерпретация
Песня содержит отсылки к Анне Франк. В 1945 году Анна и её сестра Марго умерли от тифа в концентрационном лагере. Строчка «всё, когда я хотел бы, это чтобы белые розы были в их глазах» можно рассматривать как отсылку к группе сопротивления «Белая роза», существовавшей в нацистской Германии в начале 1940-х годов, хотя автор песен Джефф Мэнгам утверждает, что он никогда не слышал о движении до релиза как In the Airplane Over the Sea.
В песне также упоминается «тёмный брат, завернутый в белое». В примечаниях к песне Мэнгам поставил инициалы «(hp)» после слов «твой темный брат». Музыкальный обозреватель The Boston Phoenix отмечал, что, вероятно, «тёмный брат» — это тот, кто покончил жизнь самоубийством, член семьи одного из близких друзей автора.

## Наследие
В 2010 году редакция журнала Pitchfork поставила песню на 7-е место в списке «200 лучших песен 1990-х». Британский журнал New Musical Express включил данную композицию в свой список «500 величайших песен всех времён», разместив её на 421-й позиции.
«Holland, 1945» звучит во время титров финального эпизода телешоу «Отчёт Кольбера». Корреспондент Slate предположил, что песня была выбрана, чтобы отдать дань уважения отцу Стивена Кольберта, Джеймсу Уильяму Кольберту-младшему, и старшим братьям Питеру и Полу, которые погибли в авиакатастрофе DC-9 под Шарлоттом, когда ему было 10 лет. Эмоциональная связь Колберта с песней была отмечена в статье Морин Дауд в The New York Times в 2014 году.

## Участники записи
| Neutral Milk Hotel - Джефф Мэнгам – вокал, гитара, фуззовый бас - Джерем Барнс – ударные, орга́н - Скотт Спиллэйн – труба, эуфониум - Джулиан Костер – музыкальная пила, бас | Приглашённые музыканты - Рик Бенджамин – тромбон - Мариса Биссинджер – саксофон - Мишель Андерсон – ирландская волынка |  |